# Bataille du Tigharghâr
Vous lisez un « bon article » labellisé en 2015.
Guerre du Mali
Batailles
La bataille du Tigharghâr,, aussi appelée bataille de l'Ametettaï ou bataille de l'Adrar des Ifoghas, a lieu du 18 février au 31 mars 2013 pendant la guerre du Mali. Elle oppose l'armée française et l'armée tchadienne aux groupes armés salafistes djihadistes menés par Al-Qaïda au Maghreb islamique et Ansar Dine.
Après avoir été repoussés en janvier à Konna et Diabaly, les djihadistes abandonnent Tombouctou et se replient dans l'Adrar Tigharghar, une montagne de l'Adrar des Ifoghas, dans le Nord-Est du Mali, qui est leur sanctuaire depuis des années.
Les Français se lancent rapidement à leur poursuite, ils prennent le contrôle des villes de Tessalit et Aguel'hoc et mènent l'opération Panthère dans le Tigharghar. Les premiers affrontements éclatent le 18 février et se concentrent principalement dans la vallée de l'Ametettaï. Celle-ci est prise en étau entre deux colonnes blindées, une française à l'ouest et une autre tchadienne à l'est, tandis que les parachutistes parviennent à surprendre les djihadistes en attaquant à pied par le nord.
La vallée est prise le 3 mars et les djihadistes commencent à abandonner progressivement le Tigharghar. Des missions de fouilles et quelques accrochages continuent cependant d'avoir lieu les jours suivants. Les opérations cessent le 31 mars.
Avec la prise du Tigharghar, les djihadistes perdent leur principal sanctuaire dans le Sahel ainsi que la plus grande partie de leur arsenal militaire, pris sur l'armée malienne ou en Libye.

## Contexte
Depuis son indépendance en 1960, le Mali a été le théâtre de quatre rébellions touarègues dans sa partie nord, appelée l'Azawad. La cinquième insurrection éclate en janvier 2012, conduite cette fois par les indépendantistes touaregs du Mouvement national pour la libération de l'Azawad (MNLA), des insurgés arabes du Front de libération nationale de l'Azawad (FLNA), mais aussi par des groupes salafistes djihadistes : Ansar Dine, Al-Qaida au Maghreb islamique (AQMI) et le Mouvement pour l'unicité et le jihad en Afrique de l'Ouest (MUJAO). Le 17 janvier, Ménaka est la première ville attaquée. Puis le 24, Aguel'hoc est conquise et sa garnison massacrée. Tessalit est prise dès le 18 janvier et le camp militaire d'Amachach, assiégé, finit par tomber le 11 mars après de long combats. Les rebelles peuvent alors attaquer Kidal et s'en emparer le 30 mars. L'armée malienne en déroute abandonne Tombouctou et Gao, qui sont prises sans combat le 31 mars et le 1er avril. Le gouvernement malien perd alors le contrôle de tout le territoire du Nord.
Après avoir affronté ensemble l'armée malienne, les indépendantistes et les djihadistes ne tardent pas à se déchirer. Des combats éclatent en juin et tournent à l'avantage du MUJAO et d'AQMI qui chassent le MNLA de Gao le 27 juin. Les djihadistes repoussent ensuite une offensive à Ansongo le 17 novembre,, puis ils prennent Ménaka le 19 novembre.
À la fin de l'année 2012, les djihadistes tiennent l'essentiel du nord du Mali dont ils se partagent le contrôle : Ansar Dine est maître des environs de Kidal et de la région allant de Tombouctou à Léré, le MUJAO contrôle les environs de Gao, tandis qu'AQMI est surtout en force à l'extrême nord de la région de Kidal. Quant au MNLA, il ne tient plus que des localités mineures, principalement dans le Nord-Est et près des frontières,.
En janvier 2013, les djihadistes lancent une offensive sur le sud du Mali, mais elle provoque aussitôt une intervention militaire de la France et de plusieurs pays africains. Repoussés à Konna et Diabaly, les djihadistes se replient vers le Nord,. Les Français et les Maliens reprennent Gao le 26 janvier, puis Tombouctou le 28. De son côté, le MNLA profite du départ des djihadistes pour s'implanter dans les localités abandonnées. Le 28 janvier, il annonce avoir pris le contrôle de plusieurs villes, dont Kidal et Tessalit. Les rebelles touaregs proposent leur alliance aux Français pour combattre les djihadistes, mais ils déclarent qu'ils s'opposeront par les armes à la venue de l'armée malienne.
Après l'échec de son offensive, Ansar Dine est affaibli par le départ d'une grande partie de ses combattants qui préfèrent changer de camp et fonder un mouvement dissident, le Mouvement islamique de l'Azawad (MIA), qui se rapproche du MNLA. Le MUJAO décide de son côté de poursuivre la guérilla dans la région de Gao, mais AQMI et les combattants d'Ansar Dine fidèles à Ag Ghali choisissent de se retrancher dans l'Adrar Tigharghar.

## L'Adrar Tigharghâr

Carte de l'Adrar Tigharghar et de l'offensive franco-tchadienne sur la vallée de l'Ametettaï lors de l'opération Panthère III.

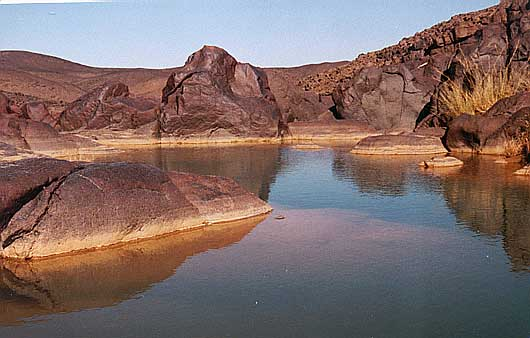
Paysage de l'Adrar des Ifoghas. La température peut y dépasser les. La présence d'eau est cruciale pour les rebelles.

L'Adrar Tigharghar est un mont de l'Adrar des Ifoghas, situé au sud-est de Tessalit et au nord-est d'Aguel'hoc. De longue date, le Tigharghar est une place forte pour les groupes armés du nord du Mali. Pendant la rébellion touarègue de 1990-1996, il est le sanctuaire du MPLA de Iyad Ag Ghali. En août 1990, les rebelles touaregs y repoussent une offensive de l'armée malienne,. Pendant la rébellion de 2006, la montagne est à nouveau occupée par les combattants touaregs de l'Alliance démocratique du 23 mai pour le changement, toujours menés par Ag Ghali. Puis, lors de la rébellion de 2007-2009, elle est tenue par les hommes d'Ibrahim Ag Bahanga. À partir de 2010, le Tigharghar devient le principal sanctuaire au Mali d'Al-Qaida au Maghreb islamique.
Le Tigharghar est découpé par cinq vallées parallèles filant d'est en ouest : la vallée de l'Ametettaï, située la plus au nord, puis la vallée de Tibeggatine, la vallée d'Integant, la vallée de Terz et la vallée d'Assamalmal. La vallée de l'Ametettaï est identifiée de longue date comme un élément central du dispositif d'AQMI et une zone de vie,. Un cours d'eau file dans cet oued et la végétation y est parfois dense,. Les djihadistes font même pousser un potager près d'un puits avec oignons, tomates, betteraves et aubergines,,.
Entre la vallée de l'Ametettaï et la vallée d'Integant se trouvent le « camp des rochers » et le « camp des sables » : le premier dispose d'un hôpital et le second serait un terrain d'entraînement au tir,. Une autre zone plus à l'ouest, surnommée le « Garage » par la DGSE, est un ensemble de baraquements où les djihadistes stockent une grande partie de leur matériel. Non loin du Garage, deux crêtes séparées par deux kilomètres de sable sont baptisées « Sontay » et « Puebla » par les Français en référence à la prise de Sontay en 1883 au Tonkin et au siège de Puebla en 1863 au Mexique,. Au sud du Tigharghâr, une zone appelée le « Jardin » est une oasis utilisée comme zone de repos par les djihadistes. Elle se situe près de la vallée d'Assamalmal.
Dans l'Adrar des Ifoghas, surnommé la « planète mars » par les militaires français, la chaleur est extrême et peut dépasser les 50 °C. Les caméras thermiques des hélicoptères et les jumelles de vision nocturne sont souvent saturées,. Il semble que les djihadistes ne s'attendaient pas à être attaqués dans le Tigharghâr et qu'ils pensaient que les conditions climatiques dissuaderaient une armée occidentale d'y lancer une offensive,,,. Cependant, l'armée française avait déjà effectué des opérations en Afrique dans des conditions aussi difficiles et pour les soldats tchadiens la température n'est pas très différente dans leur pays. Finalement, ce sont les djihadistes qui vont le plus souffrir du climat et de la soif pendant la bataille, les puits et les sources d'eau étant étroitement surveillés par l'aviation française et les combattants qui s'en approchent systématiquement ciblés. Le Tigharghâr est également vide de toute population civile, ce qui avantage les assaillants qui obtiennent plus facilement l'autorisation d'ouvrir le feu.

## Déploiement des forces franco-tchadiennes dans la région de Kidal

Carte de la région de Kidal.

Le soir du 29 janvier 2013, deux hélicoptères Tigre, un Gazelle et quatre Puma atteignent l'aéroport de Kidal et débarquent 30 soldats français du CPA-10 et du commando de Penfentenyo face aux pick-up du MNLA. Ils sont suivis par trois avions qui débarquent des hommes du 1er RPIMa et du Commando de Montfort. L'officier qui dirige les forces spéciales françaises rencontre alors le colonel Mohamed Ag Najem, commandant en chef de l'aile militaire du MNLA. Les Français s'établissent ensuite dans un des deux camps militaires de la ville et commencent leur cohabitation avec les rebelles touaregs, mais contrairement à Gao, Tombouctou, et aux villes du sud où ils avaient été fêtés en libérateurs, à Kidal les Français sont vus comme l'avant-garde de l'armée malienne et l'accueil de la population est bien plus froid.
Mais l'objectif de l'armée française, à ce moment-là, reste le Tigharghar. Dès fin janvier, les environs de l'Adrar sont bombardés par des Rafale. Puis le soir du 2 février, un premier raid aérien de masse frappe l'intérieur de la montagne : quatre Mirage et quatre Rafale détruisent douze objectifs, appuyés par trois Atlantique 2, un drone Harfang, un AWACS et des hélicoptères Tigre. Le raid cible principalement la zone appelée le « Garage », à l'ouest de l'Ametettaï, où ont été localisés deux blindés BMP-1, ainsi qu'une batterie antiaérienne probablement inopérante.
Le 1er février, une colonne de quinze véhicules du MNLA et une trentaine d'hommes des forces spéciales françaises sortent de Kidal pour mener une opération commune en direction de l'Adrar Tigharghar. La nuit du 2 au 3 février, les Français et les Touaregs se séparent. Les premiers poursuivent vers la vallée d'Assamalmal, visée quelques heures plus tôt par les frappes aériennes. Sur place, le bilan est plutôt maigre, aucun corps ni véhicule détruit n'est découvert, seuls un stock d'essence et quelques motos ont été balayés par les bombes. De leur côté, les rebelles touaregs prennent le contrôle de la ville d'Aguel'hoc où les Français revenus d'Assamalmal les rejoignent. La population, fortement hostile aux djihadistes, fait bon accueil aux nouveaux arrivants. Le MNLA fait quelques prisonniers et découvre plusieurs centaines de kilos de munitions qu'il remet ensuite aux forces françaises en signe de bonne volonté.
La France sollicite aussi l'aide du président du Tchad, Idriss Déby. Celui-ci accepte de déployer son armée dans l'Adrar des Ifoghas. Le 3 février, les premiers soldats tchadiens arrivent à Kidal.
La nuit du 7 au 8 février, les forces spéciales françaises mènent l'opération Takouba sur Tessalit. Une trentaine d'hommes du 13e RDP, du CPA-10, d'un CTLO marine et de l'ESNO sont parachutés près de l'aéroport. Ils repèrent un bout de piste praticable où deux C-160 Transall peuvent atterrir et débarquer quatre véhicules et quelques hommes supplémentaires. Partis d'Aguel'hoc, les 30 soldats — issus principalement du 1er RPIMa — qui avaient mené la mission de reconnaissance dans la vallée d'Assamalmal font également mouvement sur Tessalit. Dans la matinée, les forces spéciales font leur jonction et pénètrent dans la ville sans rencontrer de résistance. Quelques heures plus tard, venus de Kidal, les Tchadiens du général Déby arrivent sur place à leur tour après être passés par Aguel'hoc. Puis, 54 soldats du 1er RCP sont déposés par un troisième avion. Enfin un sous-GTIA parti de Gao, constitué principalement de soldats du 1er RIMa et formant une colonne de 90 véhicules, arrive sur les lieux et investissent le camp militaire d'Amachach,.
Le 13 février, les forces spéciales font une première incursion dans le Tigharghar lors de l'opération Tazidert, dont l'objectif est de trouver une trace des otages occidentaux détenus par AQMI. Elles s'infiltrent dans le « camp des sables » et le « camp des rochers », mais ne trouvent aucun trace ni des otages, ni — et à leur grande surprise — des djihadistes. L'opération se termine le 16 février.
À la même période, le GTIA 4 se déploie dans l'extrême nord. 400 soldats français sont présents à Tessalit le 12 février. Les premières patrouilles, baptisées Panthère 0 et Panthère I, ont lieu entre Tessalit et le Tigharghar mais elles ne donnent rien,.

## Forces en présence

### Forces des djihadistes

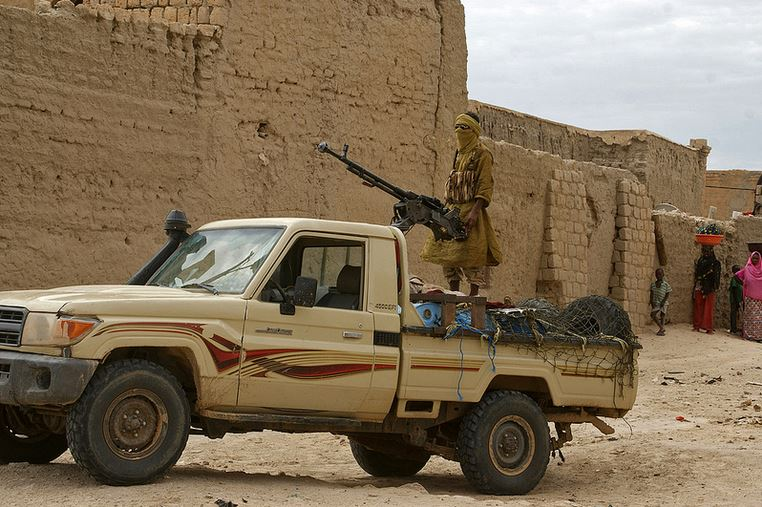
Un pick-up d'Ansar Dine à Tombouctou, en août 2012.

L'Adrar Tigharghar est surtout le domaine d'AQMI et d'Ansar Dine, tandis que le MUJAO est davantage implanté dans la région de Gao. Cependant des éléments des Signataires par le sang et de Boko Haram,, sont aussi présents dans l'Adrar. Des mercenaires issus du Front Polisario auraient également pris part aux combats malgré les dénégations de la République arabe sahraouie démocratique,,,,.
Les forces des djihadistes dans le Tigharghâr sont estimées de 400 à 600 hommes,. Pour la Direction du Renseignement militaire (DRM) le nombre de leurs combattants serait d'environ 500.
Les islamistes touaregs d'Ansar Dine sont menés par leur chef, Iyad Ag Ghali. Le 26 mars, le mouvement affirme dans un communiqué qu'il poursuit les combats dans le nord du Mali. Ag Ghali connait parfaitement la région, l'Adrar Tigharghar était déjà sa base pendant les rébellions touarègues, du temps où il commandait le MPLA,. Parmi les autres chefs d'Ansar Dine présents dans l'Adrar figure Ibrahim Ag Inawalen, commandant de la région d'Aguel'hoc et ancien colonel de l'armée malienne,.
« Émir du Sahara », Djamel Okacha, dit « Yahia Abou el-Hammam », est le chef des forces d'AQMI au Mali. Selon une source djihadiste de l'agence Sahara Medias, il prend part aux affrontements dans le Tigharghar. Quatre chefs de brigades ou de katiba lui sont subordonnés. Abou Zeïd, l'émir de la katiba « Tarek Ibn Ziyad », participe à la bataille. La présence d'Abdelkrim al-Targui, chef de la katiba « al-Ansar » et de Sedane Ag Hita, dit « Abou Abdel Hakim al-Kidali », qui commande la katiba « Youssef Ibn Tachfin » est également possible, la zone du Tigharghar étant considéré comme leur domaine. En revanche, Mohamed Lemine Ould El-Hassen, émir de la katiba « al-Fourghan », est tué dès le 24 février par les forces spéciales françaises lors du combat du Timétrine,,.
Lors de leurs communications par radio, les insurgés islamistes prennent l'habitude de surnommer les Français les « chiens » et les Tchadiens ou les hélicoptères les « mouches »,. Excellents combattants à l'arme légère et dotés d'un véritable entraînement militaire, les djihadistes sont en revanche bien moins habiles avec les armes lourdes, ils disposent notamment de canons, de missiles sol-air SA-7 ou de lance-roquettes RPG-29 dont ils ne savent pas se servir,,,,. En comparaison avec les talibans, que les Français ont également affronté en Afghanistan, les djihadistes du Mali sont jugés mieux organisés et plus tenaces, capables de se sacrifier alors que les insurgés afghans avaient l'habitude de fuir pour limiter les pertes,,,. En revanche les IED sont à cette période moins employés qu'en Afghanistan et sont généralement mal fabriqués. Une partie des combattants, et notamment des enfants soldats, aurait également fait usage de drogue afin de soutenir le choc des combats, des sachets seront retrouvés près des cadavres et notamment de la kétamine, un anesthésique qui inhibe la peur et efface la douleur,,.

### Forces françaises
Les forces françaises qui donnent l'assaut sur le Tigharghâr sont divisées en deux groupements tactiques interarmes (GTIA) ; chacun fort de plus de 700 hommes.
Le GTIA 3 est commandé par le colonel François-Marie Gougeon et est composé de compagnies et de sections issues des régiments suivants :
- 2e régiment d'infanterie de marine (2e RIMa)[101] ;
- Régiment d'infanterie chars de marine (RICM)[101] ;
- 126e régiment d'infanterie (126e RI)[101] ;
- 11e régiment d'artillerie de marine (11e RAMa)[101] ;
- 6e régiment du génie (6e RG)[101].

Le GTIA 4, aussi appelé GTIA TAP (troupes aéroportées), est commandé par le colonel Benoît Desmeulles et est constitué de compagnies et de sections issues des régiments suivants :
- 2e régiment étranger de parachutistes (2e REP)[102],[103], trois compagnies[104] ;
- 1er régiment de chasseurs parachutistes (1er RCP)[102],[103], une compagnie[104] ;
- 1er régiment de hussards parachutistes (1er RHP)[105] ;
- 1er régiment d'infanterie de marine (1er RIMa)[101],[102] ;
- 126e régiment d'infanterie (126e RI)[102] ;
- 35e régiment d'artillerie parachutiste (35e RAP)[105] ;
- 17e régiment du génie parachutiste (17e RGP)[105] ;
- 31e régiment du génie (31e RG)[102].

Le Groupe aérien mixte (GAM), est commandé par le colonel Frédéric Gout et est constitué d'appareils du 5e régiment d'hélicoptères de combat (5e RHC). Il comprend cinq hélicoptères Puma, trois Gazelle et deux Tigre basés à Tessalit.
Du côté des forces aériennes, huit Rafale basés à N'Djaména et six Mirage 2000D basés à Bamako se relaient pour bombarder le Tigharghar. Pour la reconnaissance aérienne, l'opération Serval mobilise cinq Atlantique 2 et deux Mirage F1 CR. Elle dispose également d'un drone Harfang.
Pour les véhicules, 22 chars AMX-10 RC sont engagés dans la bataille et pour l'artillerie deux Caesar du 11e régiment d'artillerie de marine (11e RAMa) sont déployés et épaulés par une batterie de renseignement du 68e régiment d'artillerie d'Afrique (68e RAA).
Le ravitaillement entre Gao et Tessalit est assuré par un détachement logistique du 511e régiment du train (511e RT). La 9e antenne chirurgicale avancée, initialement basée à Sévaré, est déployée à Tessalit.
Le commandement des opérations terrestres est assuré par le général de brigade Bernard Barrera,. Un poste de commandement avancé est établi à Tessalit le 12 février. Cet état-major, appelé le G08, est sous la direction des colonels Laurent de Bertier de Sauvigny et Xavier Vanden Neste et est constitué d'environ quarante à cinquante personnes issues de la 11e brigade parachutiste,, auxquelles sont bientôt amalgamés quelques officiers de la 3e brigade légère blindée pour former un poste de commandement centralisé.
Les forces spéciales et la DGSE s'installent quant à elles à Kidal où elles disposent d'une base d'hélicoptères, leur mission étant de localiser les chefs djihadistes et les otages. Les forces spéciales sont autonomes, elles agissent sans se coordonner avec la brigade Serval et ne relèvent pas du commandement du général Barrera,.
1 200 soldats français prennent part initialement à l'opération Panthère,,, à la fin des combats leur nombre est de 1 400. La majorité des soldats français engagés dans la bataille ont l'expérience du combat, la plupart ont participé à la guerre d'Afghanistan, quelques-uns même à la guerre du Golfe. Outre l'Afghanistan, les forces aériennes ont également pris part à l'opération Harmattan en Libye. Bon nombre de fantassins ont déjà connu les chaleurs extrêmes semblables à celles du Tigharghâr au sein des FFDj à Djibouti.

### Forces tchadiennes

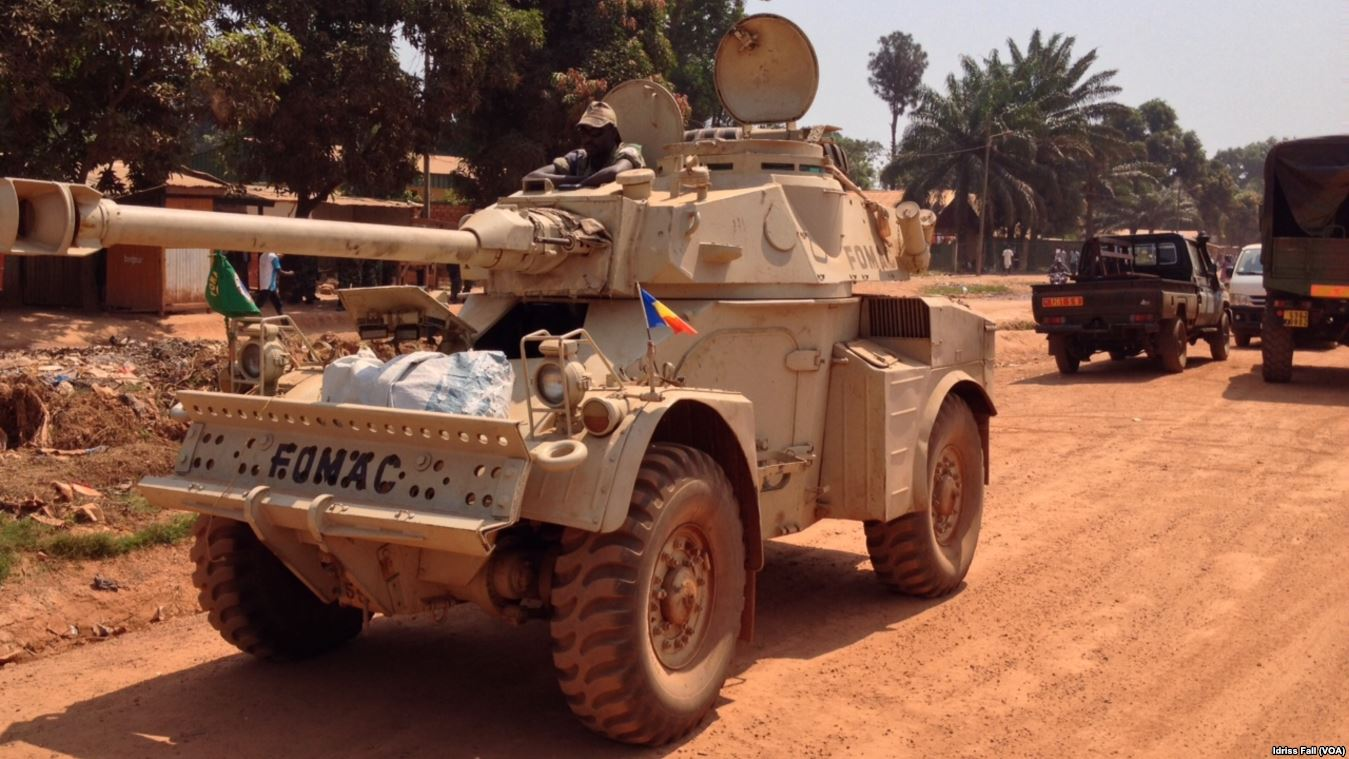
Une automitrailleuse Eland MK7 de l'armée tchadienne, ici à Bangui en République centrafricaine, le 22 décembre 2013.

Le 5 février, 1 800 soldats tchadiens sont à Kidal. Leur nombre évolue pendant les combats, en février 800 hommes prennent part à l'offensive sur la vallée de l'Ametettaï, à la mi-mars 1 400 à 1 500 soldats tchadiens sont déployés dans l'Adrar Tigharghâr,,,. Ils disposent de plus d'une centaine de blindés et de véhicules, dont une dizaine de BMP-1. Les troupes d'élite de la garde présidentielle forment le fer de lance de cette force, 500 de ses membres ont été intégrés au contingent déployés au Mali,. Des troupes de la Garde nationale et nomade du Tchad (GNNT) et du Détachement action rapprochée (DAR) sont également engagées dans l'Adrar,.
Les forces tchadiennes au Mali sont commandées par le général Oumar Bikimo. Le commandement en second, initialement assuré par le général Abderrahmane Youssouf Meïri, passe à partir de mi-février au général Mahamat Idriss Déby, fils du président Idriss Déby,.
De 2005 à 2010, l'armée tchadienne avait livré de durs combats pendant la guerre civile tchadienne. Ses soldats, dont la plupart sont issus de l'ethnie zaghawa, sont habitués au climat et aux combats dans le désert et sont considérés comme étant de loin les plus expérimentés et les plus aguerris des forces africaines déployées au Mali,.

### Forces maliennes
L'armée malienne n'intervient pas dans la bataille, le général Grégoire de Saint-Quentin, chef de l'opération Serval parvient à convaincre les autorités maliennes de ne pas engager leurs troupes dans la région de Kidal. Les militaires français estiment que les Maliens manquent de véhicules, que leur logistique est déficiente et que leurs soldats sont inaptes à combattre dans l'Adrar. Mais d'autres raisons motivent également ce choix. Le MNLA et le MIA tiennent les villes de la région de Kidal et des affrontements entre l'armée malienne et les rebelles touaregs entraveraient grandement l'offensive sur le Tigharghar. De plus en janvier, au plus fort des batailles de Konna et de Diabaly, des militaires maliens ont exécuté sommairement plusieurs dizaines de personnes, civils ou rebelles islamistes faits prisonniers. Dès lors, la France redoute des exactions et des actes de vengeances contre les populations du nord,,.
Des guides accompagnent cependant les forces franco-tchadiennes au Nord. À Gao, le colonel El Hadj Ag Gamou affirme qu'à la demande des Français, 19 Touaregs loyalistes de sa milice ont été détachés au Nord, dans les environs de Tessalit et Kidal, afin de servir de guides de par leur connaissance du terrain.
Mais l'absence de l'armée malienne dans la région de Kidal et la coopération entre l'armée française et le MNLA est mal acceptée par l'opinion malienne et fragilise progressivement les relations diplomatiques entre le Mali et la France,. Après l'enthousiasme de la libération de janvier et février 2013, un certain ressentiment anti-français va ensuite apparaître chez une partie de la population.

### Les rebelles touaregs
Présent à Kidal, Tessalit, Aguel'hoc et Tinzawatène soit l'ensemble des villes qui entourent l'Adrar Tigharghar, le MNLA souhaite fortement une collaboration avec l'armée française qui équivaudrait à un premier geste de reconnaissance politique de la part de la France. Le groupe indépendantiste propose également son aide pour la recherche des otages aux mains d'AQMI.
Par pragmatisme, le COS et la DGSE se montrent plutôt favorables à une coopération avec le MNLA. Cependant la diplomatie française, l'Élysée et le ministère des Affaires étrangères considèrent que les revendications autonomistes ou séparatistes des rebelles touaregs sont une affaire intra-malienne et ordre est donné à la brigade Serval d'observer une stricte neutralité,.
Selon le commandement de Serval, il n'y a aucune coordination entre l'armée française et le MNLA, cependant lors des combats dans l'Adrar Tigharghâr les rebelles touaregs patrouillent autour de la montagne afin d'intercepter les fuyards. À la demande des Français, ils arborent des signes distinctifs sur les toits de leurs véhicules pour ne pas être pris pour cible par l'aviation.

## Déroulement de la bataille

### Combat de la vallée de Tibeggatine, du 18 au 20 février

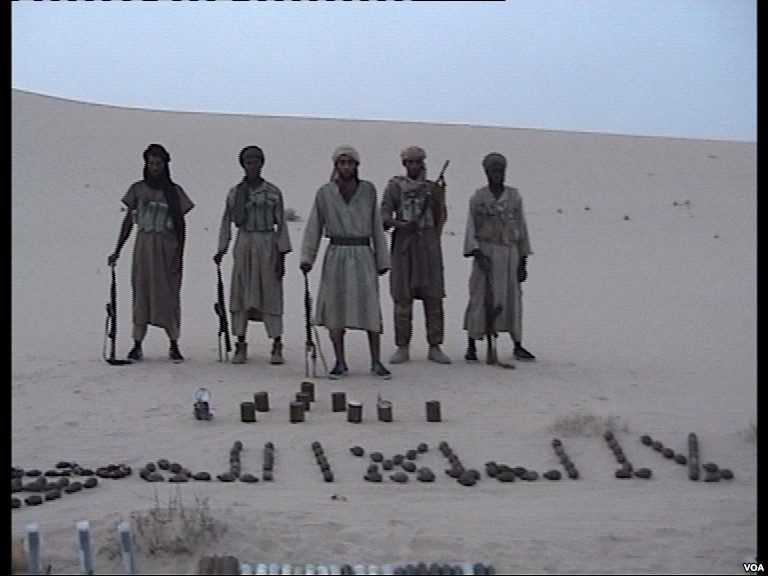
Des djihadistes d'AQMI dans le Sahel, date inconnue.

Le 18 février 2013, l'armée française lance l'opération Panthère IV,,. L'objectif est de trouver les forces d'AQMI et d'Ansar Dine, l'état-major sait que les djihadistes sont présents dans le Tigharghâr mais ignore quel est leur système de défense et les zones qu'ils ont l'intention de protéger en priorité. L'opération commence par une mission de reconnaissance menée par le GTIA 4 sur In Taghlit, un village utilisé par les djihadistes pour s'approvisionner, situé dans la vallée de Tibeggatine, à l'ouest de la vallée de l'Ametettaï. La colonne est formée de soldats du 1er RIMa, de GCP du 2e REP et du 17e RGP, d'artilleurs du 35e RAP et de quelques guides touaregs de l'armée malienne, soit environ 150 hommes,.
Les Français entrent dans le village d'In Taghlit dans la matinée sans rencontrer de résistance. Ils ne trouvent que quelques hommes non armés qui leur affirment tous que les djihadistes se sont enfuis depuis une douzaine de jours. Les parachutistes se rendent ensuite dans un oued voisin et découvrent un premier dépôt logistique abandonné depuis peu. Ils mettent au jour des camions remplis d'obus, une tonne de vivres, des téléphones, un moteur, des fûts d'essence et un gros groupe électrogène. Dans l'après-midi, les Français poussent leur reconnaissance jusqu'au village de Tabankort et campent sur place pour passer la nuit.
Le lendemain matin, ils se divisent en deux groupes. Le premier, constitué de deux pelotons de marsouins se rend au nord, sur le village d'Abancko ou les renseignements soupçonnent la présence d'un dépôt de munitions. Les soldats rencontrent sur place un vieil homme qui les guide à un stock d'obus que les djihadistes avaient pris sur l'armée malienne après la bataille de Tessalit.
Le second groupe prend la direction de la zone appelée le « Garage », bombardée par l'aviation le 2 février. Venus de l'ouest, les Français s'arrêtent devant deux monticules rocheux, hauts d'une quarantaine de mètres et entre lesquels file un passage circulable pour les véhicules en direction de l'est. Les officiers vétérans d'Afghanistan et les guides touaregs soupçonnent une embuscade et la colonne avance prudemment. Vers 9 heures, les véhicules de tête sont attaqués par des djihadistes embusqués à 300 mètres. Un premier groupe d'une douzaine de combattants est localisé dans une zone verte un peu plus au nord. Les soldats reculent, se mettent à couvert et une demi-heure plus tard les Mirage 2000D interviennent et détruisent un nid de mitrailleuse. Les trois chars AMX-10 RC prennent alors le contrôle du col entre les deux monticules et ouvrent le feu avec leurs canons de 105 mm. Malgré l'intensité des tirs, les djihadistes n'hésitent pas à se déplacer à découvert devant les blindés, ils expédient quelques roquettes avec des RPG-7, mais la portée est trop juste. Les chars quant à eux, font feu avec une trentaine d'obus explosifs,,,.
De leur côté, les légionnaires parachutistes du 2e REP attaquent le monticule de droite avec pour but de contrôler cette position dominante et d'empêcher les djihadistes de déborder par le sud. Ils s'emparent du sommet mais se heurtent à d'autres combattants sur la contrepente. Un légionnaire est tué, touché par une balle qui ricoche sur son gilet pare-balles au niveau de l'aisselle et l'atteint à la tête. Il s'effondre et son corps dévale la pente, un char doit être envoyé pour le récupérer,.
Sur la gauche, les parachutistes du 17e RGP sont à leur tour attaqués par un groupe posté à une cinquantaine de mètres. Revenus d'Abancko, les marsouins du 1er RIMa rejoignent le combat par le nord. Puis, à 10 h 45, un Mirage largue une GBU sur la contrepente. Au sud, les djihadistes sont contenus. Les avions restent en permanence sur zone, ravitaillés par un tanker américain. D'autres Mirage 2000D, puis des Rafale, un hélicoptère Puma chargé de munitions et enfin, au terme de l'après-midi, deux hélicoptères Tigre arrivent ensuite sur les lieux,.
Les affrontements cessent dans l'après-midi, après avoir duré cinq heures. Les Français se replient sur une dizaine de kilomètres vers l'ouest, dans une zone isolée afin d'y passer la nuit.
Selon l'état-major français, plus de 20 djihadistes ont été tués au cours du combat,,,. Le ministre français de la Défense, Jean-Yves Le Drian, fait lui mention de 25 tués. Selon Jean-Christophe Notin, la plupart des pertes ont probablement été infligées par les chars du 1er RIMa.
Le lendemain matin, la colonne regagne Tessalit, à l'exception des marsouins qui restent sur place avec leurs chars. Puis dans l'après-midi, le général Barrera décide d'envoyer deux hélicoptères Tigre depuis Gao afin de vérifier si les djihadistes sont toujours sur place. Vers 15 h 30, arrivés sur l'ancien champ de bataille, les deux appareils sont intensivement mitraillés. L'un d'eux est criblé de 21 impacts et manque d'être abattu. Il doit gagner Tessalit en urgence. Au sol, les chars du 1er RIMa ouvrent le feu pendant une heure, tandis que le deuxième Tigre, moins sévèrement atteint, détruit un pick-up dans la zone verte,,,.
Selon le colonel Thierry Burkhard, porte-parole de l'état-major des armées, « un peu moins d'une dizaine de terroristes » sont « neutralisés » au cours de cette journée,. Les marsouins du 1er RIMa se replient à nouveau et tiennent leur zone pendant six jours sans être attaqués.
Après les combats des 19 et 20 février et la farouche résistance des djihadistes, l'état-major français est désormais persuadé que la vallée de l'Ametettaï est le cœur du dispositif d'AQMI dans l'Adrar. Dès le début des combats, le renseignement a intercepté des dizaines d'appels par téléphones satellites ou par portables en provenance de la vallée qui était restée silencieuse jusqu'alors. L'armée française a « trouvé l'ennemi » et elle peut désormais préparer l'offensive depuis Tessalit,,. Après avoir franchi la frontière entre le Niger et le Mali au début du mois, le GTIA 3 quitte Gao le 20 février et arrive dans l'Adrar des Ifoghas deux jours plus tard. Le 24, 1 800 soldats français sont présents à Tessalit.

### Combat à l'est de la vallée de l'Amettetaï, le 22 février
De leur côté, les Tchadiens se déploient à l'est de la vallée de l'Ametettaï. Une première colonne, sortie de Tessalit et commandée par le général Déby, contourne le Tigharghar par le nord, accompagnée d'un détachement des forces spéciales françaises. Venue de Kidal, la deuxième colonne menée par le général Bikimo arrive par le sud. Les deux forces font leur jonction à l'est de l'Adrar.
Le 22 février 2013, après quelques jours de route, les troupes tchadiennes atteignent l'entrée est de la vallée de l'Amettetaï. Contrairement aux Français qui ont avancé prudemment dans la vallée de Tibeggatine, les Tchadiens attaquent en force. Peu après 11 heures, ils se heurtent aux djihadistes. Des affrontements éclatent sur plusieurs points de l'oued mais les combats les plus sanglants ont lieu sur une colline, au nord de l'entrée de la vallée. Les Tchadiens y lancent une véritable charge. Plusieurs tombent sous le feu des djihadistes retranchés dans les grottes et derrière les rochers. Malgré les pertes les soldats sont « euphoriques » et « galvanisés », l'un d'eux, le commandant Moussa, déclarera : « Les terroristes nous ont fait face. Ils disent qu'ils sont fous. Nous aussi nous avons voulu être plus fous qu'eux »,,,.
Les affrontements sont confus, certains soldats se lancent à la poursuite de djihadistes qui se replient sur un oued voisin, d'autres islamistes embusqués se laissent dépasser par les Tchadiens pour ensuite leur tirer dans le dos,. Les combattants sont trop entremêlés et l'aviation française ne peut intervenir. Les Tchadiens forment néanmoins une ligne face à la principale position islamiste et livrent un feu nourri avec canons et mitrailleuses. Les djihadistes repoussent le premier assaut mais plusieurs autres suivent et les Tchadiens finissent par atteindre les grottes où les derniers insurgés livrent une résistance désespérée. Les combattants s'affrontent au corps à corps, un soldat tchadien déclarera : « Dans les cavernes, on ne voyait rien. On n'a pas de lampes. On tirait un peu partout en espérant les tuer, puis on rentrait ». Des djihadistes feignent de se rendre avant de se faire exploser, emportant dans la mort plusieurs soldats,,,. En fin de journée, l'aviation française largue deux bombes et les combats s'achèvent à la tombée de la nuit,.
Les pertes sont très lourdes, 26 soldats tchadiens sont tués ou mortellement touchés,, et selon les sources 63, 66 ou 70 sont blessés,. Le commandant Abdel Aziz Hassane Adam, chef des forces spéciales au Mali et numéro deux de la Direction des actions réservées (DAR), figure parmi les morts,,. Les deux seuls médecin et infirmier de la colonne tchadienne sont débordés et les Français doivent envoyer deux hélicoptères Puma pour évacuer les blessés par rotation vers le module de chirurgie vitale (MCV) de Tessalit,,,. Les djihadistes laissent quant à eux 93 ou 96 morts, une vingtaine de prisonniers et six véhicules détruits selon l'état-major tchadien,. Pour Jean-Christophe Notin, il n'est cependant pas impossible que les Tchadiens aient pu exagérer les pertes de leurs adversaires pour compenser les leurs. Dans ses notes de guerres, le général Barrera évoque quant à lui une perte de plusieurs dizaines d'hommes chez les djihadistes.
Le 1er mars, le gouvernement tchadien organise une cérémonie sur la base aérienne Adji Kosseï à N'Djamena en hommage aux 26 soldats tués lors des combats,,. Certains journaux tchadiens estiment cependant que le gouvernement a minimisé les pertes de la bataille dans son communiqué. Ainsi Le Journal du Tchad, affirme que selon certains sources le bilan serait de 42 morts, 84 blessés et 34 disparus du côté des militaires. Un journaliste de Ndjamena-matin affirme de son côté que d'après une personne proche de l'état-major, le bilan du combat serait pour l'armée de 117 morts, dont 22 prisonniers fusillés, 67 blessés, un prisonnier relâché, une quinzaine de blindés RAM-2000 (en) et AML abandonnés, environ 35 pick-up détruits et 200 déserteurs, qui après s'être repliés vers la frontière nigérienne, n'auraient accepté de retourner au combat qu'en échange du versement d'une prime. Cependant les militaires français corroborent le bilan officiel et d'après le journaliste Serge Daniel, correspondant de l'AFP et de RFI, l'état des pertes tchadiennes donné par l'état-major est confirmé par plusieurs sources sécuritaires.
De son côté le groupe des Signataires par le sang est le seul parmi les djihadistes à fournir un bilan. Le 1er avril, Moghrane, porte-parole de la katiba « Al-Mouthalimin » conteste les chiffres de l'état-major tchadien et déclare à l'Agence Nouakchott d'Information, « qu'au cours de l'offensive de Tagharghart, où les Tchadiens avaient annoncé la mort de 25 soldats, seulement 5 moudjahidines sont morts ».

### Combats à Puebla et Sontay, le 26 février

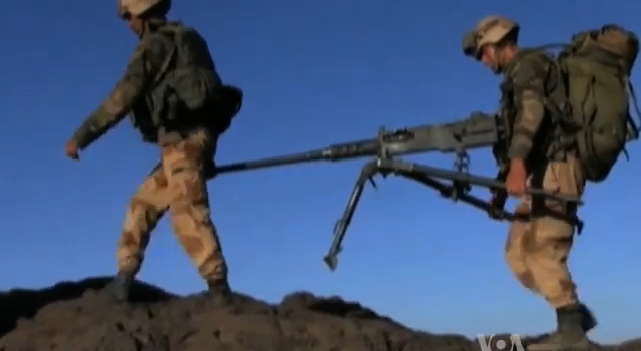
Militaires français pendant l'opération Panthère portant une Browning M2.

La colonne tchadienne est victorieuse mais a été fortement éprouvée par les combats dans l'est de l'Amettetaï, en plus des pertes humaines de nombreux véhicules sont endommagés. Aucune offensive n'est lancée le 23 février.
Le 24 février, le général de brigade Barrera quitte Gao et gagne Tessalit afin de mener la suite des opérations. Le général de division Grégoire de Saint-Quentin, chef de l'opération Serval, lui confie le commandement des opérations terrestres dans l'Adrar Tigharghar. L'armée française planifie alors son offensive, elle prévoit de reprendre l'attaque à l'ouest avec le GTIA 3 et de surprendre les djihadistes en faisant avancer le GTIA 4 au nord, à pied, à travers le terrain montagneux. D'après les notes de guerres du général Barrera, le plan s'inspire en partie des batailles de Dobro Polje et du Garigliano. Toutefois, les forces franco-tchadiennes ne sont pas assez nombreuses pour couvrir le sud, cette zone est alors laissée à la surveillance de forces aériennes,.
La nuit du 25 au 26 février, l'opération Panthère III commence. Le GTIA 4 quitte Tessalit avec 500 parachutistes chargés sur tous les véhicules disponibles : des VAB, des camions GBC 180 et même des TRM 10000. Le convoi fait route vers l'est, sur 80 kilomètres. Vers 15 heures, les parachutistes sont débarqués et se déploient à une dizaine de kilomètres au nord de l'Ametettaï. Le colonel Desmeulles place le peloton de chars du 1er RIMa à l'ouest, la 2e compagnie du 2e REP au centre et la compagnie du 1er RCP à l'est. Deux autres compagnies du 2e REP se trouvent derrière les unités de tête. Pour les parachutistes, une longue et éprouvante marche commence alors, chaque soldat porte environ 50 kilos d'eau, de vivres et de matériel sous une chaleur pouvant dépasser les 50 degrés. Toutes les nuits, la troupe doit être ravitaillée par hélicoptères, principalement en eau. Le premier jour, la progression est plus lente que prévu, le GTIA 4 avance d'un kilomètre et demi,.
De leur côté, les blindés du GTIA 3 commandés par le colonel Gougeon se mettent en mouvement à 3 heures du matin à l'ouest de l'Ametettaï. Deux Caesar venus de Gao atteignent également l'entrée de la vallée à l'aube, à peine arrivés ils ouvrent le feu pour couvrir l'avancée de la colonne. Après 5 kilomètres de route, le GTIA 3 arrive sur les lieux du combats du 19 février mais aucun djihadiste ne se manifeste. Les Français continuent donc leur progression et gagnent les crêtes de Sontaï et Puebla. Cette fois-ci les djihadistes sont présents, plusieurs dizaines de combattants ouvrent le feu, parfois à moins de 100 mètres des Français. Certains sont embusqués au sommet des crêtes, d'autres sur la contrepente ou bien encore dans une zone verte en contrebas, retranchés dans des cahutes ou dissimulés dans des trous,.
Une dizaine de marsouins se portent sur une hauteur et l'aviation intervient d'après leurs indications. Elle largue des bombes Mark 82 et des GBU-12 tandis que les mortiers et les Caesar pilonnent les positions islamistes. Les chars AMX-10 RC et les VAB prennent également position en haut de la contrepente et sont manqués par cinq roquettes de RPG-7. Entretemps un tireur d'élite du 2e RIMa tue un djihadiste en mouvement à plus de 1 000 mètres. Les échanges de tirs d'artillerie et d'arme légère durent plusieurs heures mais les Français tiennent le sommet des crêtes et les tentatives des djihadistes pour les contourner sont repoussées. Le combat s'achève en fin d'après-midi, lorsque les Caesar et les mortiers effectuent un tir synchronisé sur deux postes de combat. Vers 19 heures, les djihadistes décrochent et emportent leurs morts, Sontay et Puebla sont aux mains des Français. Ces derniers consolident leurs positions pour passer la nuit. Leurs pertes sont de trois blessés, celles des djihadistes sont estimées à quinze tués,.
Le GTIA 3 reprend sa route le lendemain matin, mais peu après son départ un VBL saute sur une mine antichar et deux militaires, dont un capitaine, sont blessés,,. De leur côté, les Tchadiens ont repris leur progression à l'est mais ils se heurtent aussi à des mines qui leur font également des blessés,. Au nord, le GTIA 4 continue d'avancer. Dans l'après-midi, les chars et l'aviation ouvrent le feu sur un poste de combat. Tandis que plus à l'est, les légionnaires se heurtent à un premier groupe d'une demi-douzaine de combattants armés de mitrailleuses et de lance-roquettes. L'affrontement dure environ six heures et les avions interviennent à nouveau. Le lendemain, un blindé BRDM-2 est détruit par deux Rafale.

### Bombardements à In Sensa et mort d'Abou Zeid

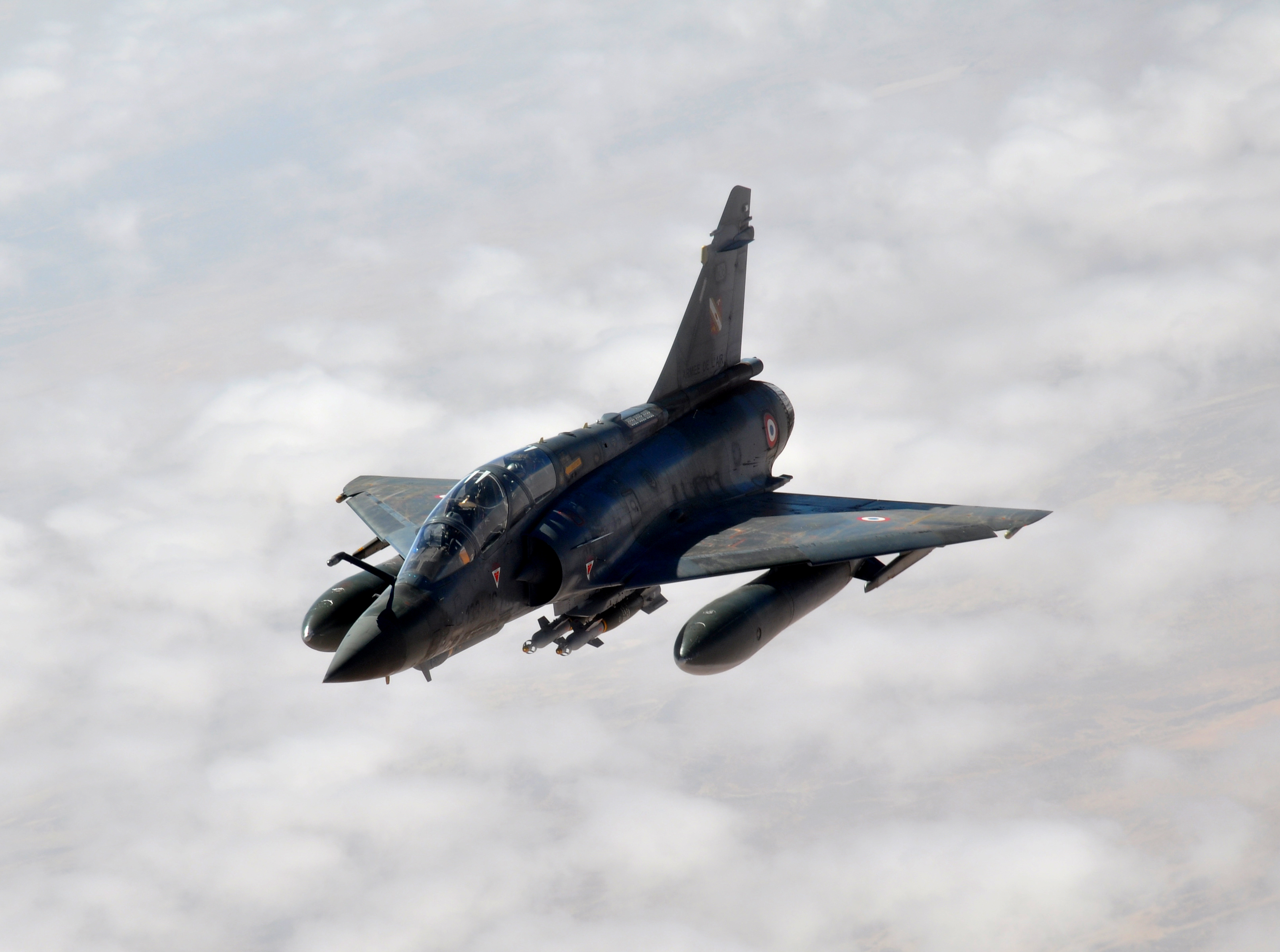
Un Mirage 2000D lors de l'opération Serval, le 29 janvier 2013.

Le 27 février, une concentration de véhicules djihadistes avec une quarantaine d'hommes est repérée par les Français dans le carrefour appelé le « Garage ». Vers 15 heures, leurs communications sont interceptées, un chef s'exprime en arabe et affirme être Abou Zeïd. À 17 h 30, les Mirage 2000D interviennent et larguent trois bombes « Airburst ». Cinq minutes plus tard, les canons des Caesar ouvrent le feu et expédient 12 obus explosifs. Les troupes au sol ne sont pas en mesure d'aller vérifier sur place l'étendue des dégâts mais selon le général Barrera, « les émissions s'arrêtent » puis quelques interceptions font état d'un « coup très dur ». Après les frappes, les images filmées par l'aviation ne repèrent plus aucun mouvement,,.
Mais par la suite, des versions différentes sont données sur les circonstances de la mort d'Abdelhamid Abou Zeïd. Le 28 février, la chaîne de télévision algérienne Ennahar est la première à annoncer la mort du chef d'AQMI. Elle affirme que ce dernier a été tué par les forces françaises dans l'Adrar Tigharghar avec une quarantaine de combattants, mais fixe la date de sa mort au lundi 25 février. Le même jour, Paris-Match rapporte que selon le MNLA et des notables de la ville de Kidal, 45 hommes d'AQMI et d'Ansar Dine ont été tués le samedi 23 février par un raid aérien de l'armée française dans la zone d'In Sensa, sur les bases de Tinwelène et de Ticherfen. Le MNLA affirme également avoir épaulé les forces spéciales françaises et capturé sept survivants — quatre originaires de la région, un Algérien, un Mauritanien et un membre du Polisario — ensuite remis aux Français. Un autre chef d'AQMI, Sedane Ag Hita, le commandant de la katiba « Youssef Ibn Tachfin », s'enfuit à Aguel'hoc après avoir échappé aux bombardements. Il entre en contact avec le MNLA, présent dans la ville et aurait annoncé avoir fait défection d'AQMI. C'est lui qui aurait témoigné de la mort d'Abou Zeid et de 43 de ses hommes qui aurait eu lieu selon lui dans la zone d'In Sensa et d'Etagh, près de Tabankort le 23 février,. De son côté, le journal français Le Monde annonce le 1er mars que la mort d'Abou Zeid est confirmée par une « source fiable proche des opérations militaires en cours dans le nord du Mali ». Elle aurait eu lieu dans les « tout derniers jours » dans la zone d'Etagho et 43 combattants de sa katiba auraient été tués avec lui. Le colonel Thierry Burkhard, porte-parole des armées françaises, déclare alors n'avoir « aucune information spécifique sur cette personne » mais confirme qu'un raid aérien français a eu lieu dans la zone d'In Sensa et a détruit six véhicules.
De son côté le Ministère français de la Défense annonce qu'une quinzaine de pick-up et un BRDM-2 ont été détruits, un atelier de fabrication d’IED démantelé, une dizaine de sites logistiques détruits, plusieurs postes de combat et campements fouillés et neutralisés et environ quarante terroristes tués dans les opérations livrées du 25 au 28 février.
En janvier 2014, à Kidal, le journaliste de l'AFP Serge Daniel rencontre un jeune Touareg de Tessalit surnommé « Tic-Tac », un survivant de bataille dans le Tigharghar. « Tic-Tac » affirme ne pas être islamiste et avoir rejoint Ansar Dine par admiration pour son chef Iyad Ag Ghali. Il donne plus de précision sur la mort d'Abou Zeid dont il affirme avoir été le témoin. Selon lui, le convoi des combattants d'AQMI et d'Ansar Dine se trouve à une soixantaine de kilomètres de Tessalit lorsqu'il est attaqué par les avions français. Abou Zeid, au volant du véhicule de tête, est tué sur le coup par la première frappe. Iyad Ag Ghali est alors juste derrière lui, au volant du deuxième véhicule du convoi. Fou de rage, presque en transe, il se jette sur la mitrailleuse de 14,5 mm fichée sur son propre pick-up en criant à tue-tête « Allahu akbar ». Ce sont finalement ses propres hommes qui doivent l'extraire de force après avoir aperçu un deuxième avion. Iyad Ag Ghali survit de justesse aux bombardements qui suivent, son véhicule est pulvérisé peu de temps après avoir été abandonné. Caché dans les buissons avec quelques-uns de ses proches, il parvient à gagner un autre pick-up dissimulé derrière des bâches, avec lequel il parvient finalement à s'enfuir. Selon le journaliste Serge Daniel, cette « version des faits correspond aux informations recueillies auprès des sources militaires dans la région du Sahel ».
Mais le 1er mars, le président tchadien Idriss Déby donne une tout autre version et déclare qu'Abou Zeïd a été tué par ses troupes dans le combat du 22 février à l'est de l'Ametettaï : « Le 22 février nous avons perdu nos soldats dans le massif des Ifoghas après avoir détruit la base des jihadistes. C’est pour la première fois qu’il y a eu un face à face avec les jihadistes. Nos soldats ont abattu deux chefs jihadistes dont Abou Zeid et ils ont libéré Tessalit ». Puis le samedi 2 mars, le Tchad revendique en plus la mort de Mokhtar Belmokhtar et affirme que : « Les forces tchadiennes au Mali ont détruit totalement la principale base des jihadistes dans le massif de l'Adrar des Ifoghas, plus précisément dans la vallée d'Ametetai ». Le Tchad s'appuie sur des témoignages de prisonniers, ainsi que sur des photos prises par des soldats.
Cependant le 4 mars, l'agence mauritanienne Sahara Media annonce que selon les déclarations mises en ligne le même jour par un membre d'AQMI, Abou Zeid a été tué « par un bombardement aérien français dans les montagnes » et « non par les Tchadiens ». Le djihadiste dément également la mort de Mokhtar Belmokhtar et affirme que ce dernier combat dans la région de Gao et non dans l'Adrar des Ifoghas.
Les annonces du gouvernement tchadien, surtout celle concernant Belmokhtar, sont accueillies avec scepticisme par les Français. L'affrontement a eu lieu à une quinzaine de kilomètres du Garage et il apparaît que les Tchadiens ont exagéré leurs succès car les djihadistes tiennent encore largement la vallée de l'Amettetaï. L'état-major s'adresse alors au commandant Jack, chef du détachement français des forces spéciales qui accompagne la colonne tchadienne. Celui-ci était présent lors du combat du 22 février mais il n'a lui-même appris la mort d'Abou Zeïd que par la presse. Il obtient cependant de militaires tchadiens des photos d'un cadavre ressemblant au chef djihadiste et l'indication du lieu où il aurait été enterré. Les 3 et 4 mars, les forces spéciales se rendent sur place par hélicoptère et prélèvent des fragments sur le corps qui sont ensuite remis à la DRS, les services de renseignements algériens, pour être comparés avec des membres de sa famille,,.
Les tests ADN s'avèrent concluants et le 23 mars le gouvernement français confirme officiellement la mort d'Abou Zeid,,. Le 1er avril, à la suite d'un contact avec l'Agence Nouakchott d'Information, la mort de Belmokhtar est démentie par Hamada Ould Mohamed Kheirou chef du MUJAO, ainsi que par Moghrane, porte-parole de la katiba « Al-Mouthalimin » (les enturbannés), des Signataires par le sang. En revanche le 16 juin 2013, AQMI confirme officiellement la mort d'Abou Zeid,. Les circonstances exactes de son décès — balles tchadiennes, bombardement français ou suicide — demeurent cependant inconnues,.

### Prise de la vallée de l'Amettetaï, du 28 février au 3 mars

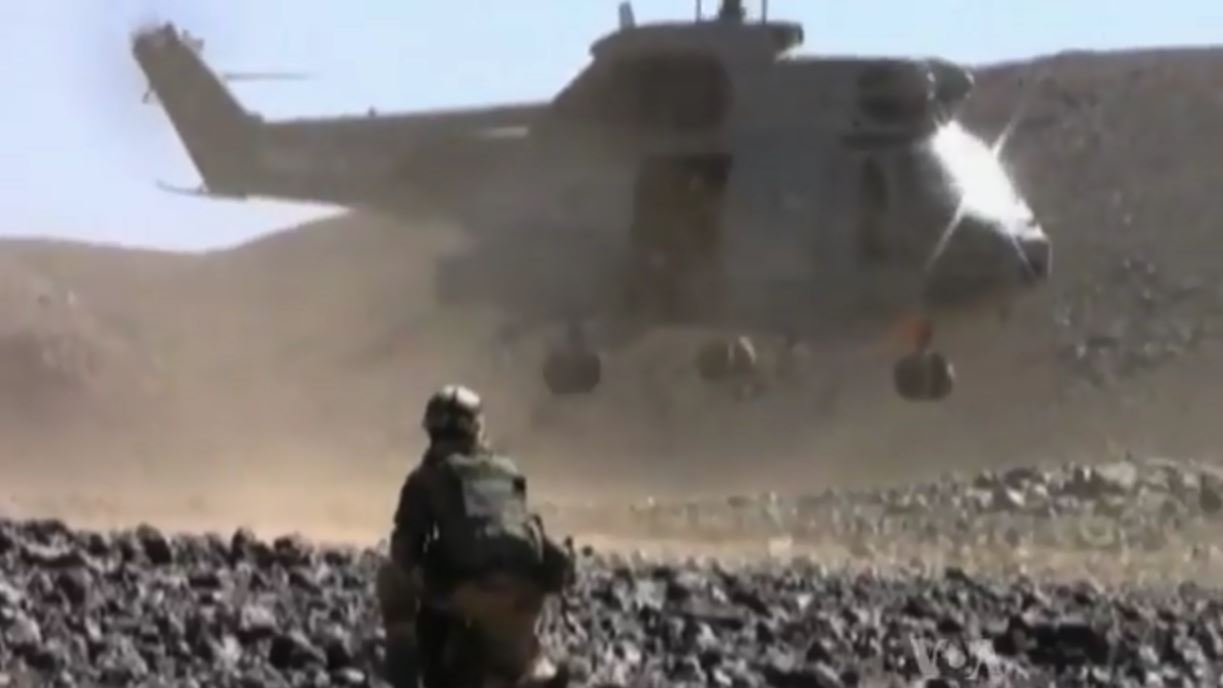
Hélicoptère Puma de l'armée française dans l'Adrar des Ifoghas.

Le 28 février, le GTIA 3 poursuit lentement sa route à l'ouest de l'Amettetaï, il découvre plusieurs stocks d'armes tandis que les démineurs sondent le terrain afin de repérer les mines et les IED. Pendant ce temps au nord, deux sections de la 2e compagnie du 2e REP soutenues par un Tigre attaquent vers 13 heures un groupe de djihadistes retranché sur une hauteur repérée la veille. L'affrontement dure cinq heures et se termine à la grenade au fond des grottes. Environ 10 à 15 djihadistes sont tués, certains sont abattus à moins de cinq mètres par les légionnaires parachutistes. Les Français n'ont qu'un blessé, touché par une balle au casque. À l'est, les Tchadiens se heurtent toujours à des mines et huit de leurs soldats sont blessés. Un poste de combat est également détruit le même jour par l'aviation et 15 djihadistes repérés par un drone Harfang sont éliminés par les frappes d'un Mirage 2000D,.
Le 28, l'armée française annonce qu'elle estime que les combats livrés les jours précédents ont fait environ 130 morts chez les islamistes. Un responsable de l'administration d'Aguel'hoc, affirme aussi qu'un jeune garçon originaire de la ville a été surpris par les islamistes et exécuté pour avoir posé des dispositifs de pointage pour les frappes aériennes françaises.
Le même jour, un sous-groupement maintenu en réserve à Tessalit mène l'opération Septenkéro. Un accord avait été conclu depuis peu dans lequel l'Algérie s'engageait à ravitailler l'armée française en carburant pour affronter AQMI. Les soldats français partent rencontrer les soldats algériens sur la frontière à Bordj Badji Mokhtar, en face de la ville malienne d'In Khalil, tenue par le MNLA. L'accueil est très froid, les Algériens se montrent avec armes, casques et gilets pare-balles et font survoler la zone par de nombreux hélicoptères. Quatre autres opérations Septenkéro seront cependant encore menées entre les 8 et 25 mars,.
Le matin du 1er mars, les hommes du GTIA 4 atteignent le nord de l'Amettetaï. La vallée subit alors son bombardement le plus massif depuis le début de la bataille ; tirs d'hélicoptères, de mortiers, plus de 20 obus explosifs expédiés par les Caesar et quatorze autres fumigènes pour couvrir l'avancée des fantassins. La 3e compagnie du 2e REP traverse ensuite la vallée pour se porter sur les hauteurs sud, tandis que la 2e compagnie demeure sur les hauteurs nord. Cependant les forces déployées à l'est et à l'ouest ont pris du retard à cause des mines et vers midi, le général Barrera ordonne au GTIA 3 et demande aux Tchadiens d'accélérer la marche afin de ne pas laisser le GTIA 4 isolé. À l'ouest, le GTIA 3 parvient à franchir le verrou miné au prix d'un de ses VAB, qui est endommagé par l'explosion d'une mine. Les djihadistes commencent alors à battre en retraite, les chefs donnent l'ordre à leurs hommes de s'exfiltrer par le sud, vers la vallée de Terz et le col de Tahor. La nuit du 1er au 2 mars, vers 2 heures du matin, cinq pick-up sont repérés près de Tahor. Les caméras des Atlantique-2 n'identifient aucun otage, le convoi est alors laminé par trois bombes Airburst et vingt obus tirés par les Caesar. Après ce carnage, les chefs djihadistes demandent à leurs hommes de se replier à dos de dromadaires,.
Le soir du 1er mars, le général Barrera se rend auprès du GTIA 4 dans l'Amettetaï, il regagne ensuite Tessalit à bord de son hélicoptère Puma avec le seul prisonnier fait au cours de la journée, un djihadiste franco-algérien nommé Djamel Ben Hamdi et surnommé « Djamel le Grenoblois »,.

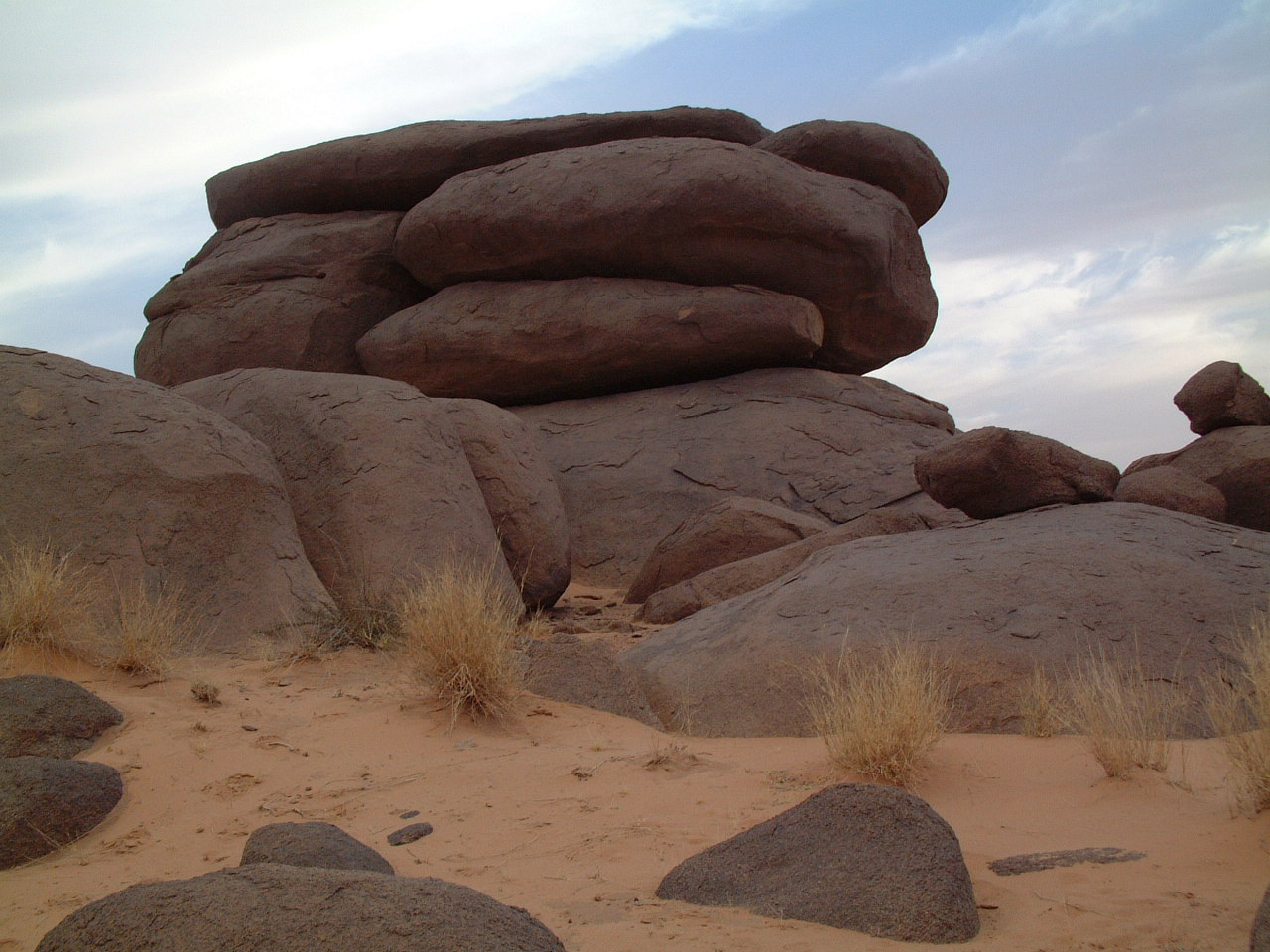
Type de massif rocheux dans l'Adrar des Ifoghas.

Le lendemain, vers 8 heures du matin, la 2e compagnie du 2e REP attaque deux monticules au nord de la vallée, tandis que la 3e compagnie assaille un piton rocheux au sud, près du « camp des sables » et du « camp des rochers », dans l'oued qui relie la vallée de l'Amettetaï à la vallée d'Integant. La position nord est prise vers 10 heures, et la position sud vers 11 heures. Sur chacun des deux points, les assauts donnent lieu à des combats très rapprochés qui s'achèvent dans des grottes. Une vingtaine de djihadistes tombent dans ces deux affrontements.
Plus à l'est, les 140 hommes du 1er RCP attaquent vers 9 heures un ultime verrou rocheux tenu par une dizaine de combattants. Les Français sont visés les premiers par des tireurs embusqués, les chasseurs répliquent et une partie d'entre eux effectuent un mouvement de contournement par la droite. L'aviation et les Tigre, interviennent mais sans succès, l'épaisseur des rochers protège les défenseurs des bombes. Vers 11 heures, les chasseurs donnent l'assaut mais les djihadistes les repoussent à deux reprises. Des soldats se blessent en se faisant des entorses dans les rochers. Vers 18 heures, un troisième assaut échoue et un soldat français est tué d'une balle à la tête. Le pilonnage reprend alors de plus belle. Pendant les sept heures que durent les combats, le piton est frappé par six missile Milan tirés à l'AT4, deux GBU et six HOT tirés par deux hélicoptères Gazelle et deux Tigre qui vident également leurs munitions, mais à la tombée de la nuit les djihadistes tiennent toujours la position,.
Selon l'état-major français, le bilan de la journée est de plus d'une quinzaine d'islamistes « neutralisés », trois pick-up détruits et trois importantes caches de munitions, de matériels et plusieurs armes lourdes saisis,. Un soldat tchadien est également tué,,,.
Le lendemain à l'aube, le 1er RCP est relevé par 25 hommes du 2e REP et des éléments du 17e RGP. Les chasseurs contournent la position et se dirigent vers l'est. Les légionnaires de leur côté lancent l'ultime assaut. Ils prennent le piton et abattent le seul djihadiste qu'ils trouvent, caché dans une grotte. Néanmoins, des traces de sang, des vêtements et dix corans trouvés sur place laissent à penser que d'autres combattants sont parvenus à s'enfuir, en emportant peut-être des morts ou des blessés.

### Jonction du GTIA 3, du GTIA 4 et des Tchadiens dans la vallée de l'Ametettaï, le 3 mars
Le matin du 3 mars, la 2e compagnie du 2e REP descend des hauteurs nord et prend le contrôle du petit village d'Ametettaï. De son côté le GTIA 3 détruit un pick-up et capture un BM-21. Les Tchadiens avancent également mais déplorent quatre blessés à cause d'un IED. Peu après les trois colonnes font leur jonction près du village. Un groupe de djihadistes ouvre le feu sur l'attroupement à 300 mètres mais les Français et les Tchadiens répliquent aussitôt et abattent quatre hommes. Quelques accrochages ont encore lieu, notamment près des points d'eau, mais à la fin de la journée, la vallée de l'Ametettaï est considérée comme prise. Selon l'expression du général Barrera : « le donjon est tombé »,.
Les colonnes se remettent ensuite en marche. Les Tchadiens se portent vers l'ouest afin de traverser la vallée pour se ravitailler en essence, puis rejoindre leur bivouac à Aguel'hoc. De son côté, le GTIA 3 fait demi-tour pour aller effectuer des fouilles dans la zone du « Garage », il n'y trouve aucune résistance mais découvre beaucoup d'armement et de matériel,.
Plus au sud, vers la vallée de Terz, un groupe de 14 insurgés en fuite est repéré par l'aviation malgré sa tentative de dissimulation dans la végétation. Il est anéanti par une frappe aérienne.
Le 4 mars, quelques djihadistes se rendent aux Français dans la vallée de l'Ametettaï et au Garage. Parmi eux trois enfants soldats et un Nigérian qui avouera être affilié à Boko Haram,,.
Du 28 février au 4 mars selon l'état-major français, une dizaine de pick-up et un obusier D-30 de 122 mm ont été détruits et beaucoup de matériels et de munitions capturés ; dont un BM-21, trois autres canons de 122 mm, un canon de 100 mm tractable, un mortier de 82 mm et un mortier de 60 mm, des armes, des roquettes et des mines anti-personnel. Outre un soldat tué le 2 mars, l'armée française compte deux blessés légers au combat.

### Prise du camp des rochers et du camp des sables, le 6 mars

Ravitaillement de deux avions Rafale au-dessus du Mali, le 23 avril 2013.

Après la prise de la vallée de l'Ametettaï, les combats baissent en intensité, les Français et les Tchadiens poursuivent les fouilles dans l'Adrar Tigharghar et se heurtant ponctuellement à quelques petits groupes dispersés. À partir du 5 mars, des haut-parleurs montés sur des hélicoptères survolent les vallées de l'Ametettaï et de Terz et appellent en arabe et en tamacheq les derniers défenseurs à se rendre.
Le 6 mars, la 3e compagnie du 2e REP poursuit au sud vers le « camp des rochers ». Il rencontre un petit groupe de quatre djihadistes qui sont tous tués après deux heures de combats et dont le dernier homme est abattu à moins d'un mètre. Déjà visité à deux reprises en février, le « camp des rochers » est à nouveau fouillé par les forces spéciales la nuit du 4 au 5 mars, puis celle du 6 au 7. Elles y demeurent même la journée suivante avant de se retirer. Puis, le matin du 8 mars, 200 parachutistes en prennent le contrôle. La résistance est plus faible que prévu, un lieutenant français est blessé, six djihadistes sont tués et un enfant soldat se rend. Des cadavres de combattants probablement tués par des tirs de mortiers quelques jours plus tôt sont également découverts,.
De son côté, le GTIA 3 descend la vallée d'Integant et avance vers le « camp des sables ». En chemin, trois djihadistes sont visés par le tir d'un char. Deux sont tués, le troisième, blessé, piège les corps de ses camarades avec des grenades avant d'être à nouveau surpris et abattu non loin de là. Le camp des sables est pris, sans que les Français n'y trouvent âme qui vive.
L'opération Panthère III s'achève alors et le soir du 8 mars le GTIA 4 commence à être rapatrié sur Tessalit en véhicules ou par hélicoptères. Ce mouvement dure jusqu'au matin du 10 mars,.
Le 7 mars, le ministre de la Défense Jean-Yves Le Drian rend visite aux troupes françaises à Tessalit et dans la vallée de l’Amettetaï,,. Selon un communiqué du ministère de la Défense, il adresse aux troupes « un message de fierté et d’encouragement à l’égard de la mission qu’ils effectuent contre les groupes terroristes qui avaient fait du massif des Ifoghas leur sanctuaire ». À cette date, les Français ont saisi 1 000 roquettes et grenades, 60 000 munitions, 1 500 obus et du matériel pour fabriquer des explosifs artisanaux,.

### Mission de reconnaissance à Boghassa et Tinzawatène, le 7 mars
Le 7 mars, un sous-groupement du GTIA 3 resté en réserve quitte Tessalit et lance l'opération Martin, baptisée ainsi par le commandement en référence au prénom du fils, nouveau-né, de l'officier qui a conçu le plan. L'objectif est d'effectuer une mission de reconnaissance et d'intercepter d'éventuels fuyards en direction de l'est. Le convoi d'environ 50 véhicules atteint Boghassa le 9 mars. La commune est considérée comme un refuge de djihadistes et des munitions sont trouvées chez le maire, mais celui-ci n'est pas arrêté faute de preuves. Le convoi reprend ensuite la route et en chemin un char AMX-10RC saute sur une mine. À l'exception d'un soldat victime d'un trauma sonore, le reste de l'équipage s'en tire sauf. Les Français arrivent ensuite à Tinzawatène, tenue par le MNLA. La colonne regagne Tessalit le 11 mars sans avoir livré d'affrontement,,,.

### Opérations dans la vallée de Terz, du 15 au 21 mars

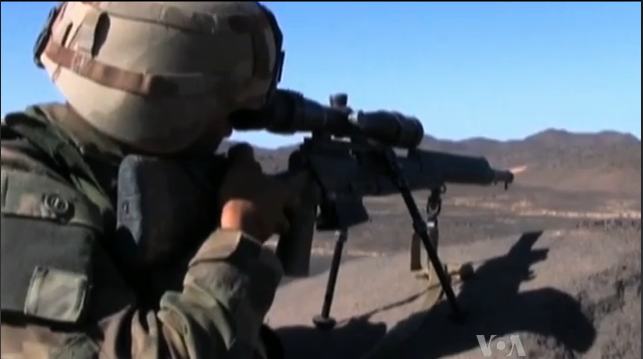
Tireur de précision français armé d'un FR-F2 pendant l'opération Panthère.

Après la prise de la vallée de l'Ametettaï, les armées françaises et tchadiennes planifient une nouvelle opération dans une autre vallée, celle de Terz située plus au sud. L'opération pour la vallée de Terz est nommé Panthère VI par les Français. La manœuvre est proche de Panthère III ; le GTIA 3 doit entrer dans la vallée par l'ouest, le GTIA 4 au nord par le col de Tahor le nord et les Tchadiens à l'est pour fermer le verrou,.
Cependant les conditions climatiques et la nature du terrain ont mis les véhicules et l'équipement des forces franco-tchadiennes à rude épreuve. De nombreux blindés sont tombés en panne, la moitié des AMX-10 RC ne peuvent plus rouler et 200 fantassins n'ont plus de chaussures. Pendant trois jours, les mécaniciens remettent en état les deux escadrons de chars, parfois en « cannibalisant » d'autres véhicules, tandis que de nouvelles paires de chaussures sont rassemblées et renvoyées aux soldats français pendant deux jours,,.
Le 11 mars, les Tchadiens quittent Aguel'hoc accompagnés d'un groupe de servants de mortiers français du 11e RAMa. Ils contournent l'Adrar Tigharghar par le sud et reconnaissent la vallée d'Assamalmal. Un accrochage a lieu vers 15 heures. Dans un communiqué, l'état-major tchadien affirme déplorer un mort et un blessé et avoir fait six morts et cinq prisonniers chez les djihadistes,. Cependant le général Barrera ne fait mention dans ses notes de guerre que d'un tué des deux côtés au cours de cet affrontement. Plus loin, il indique même que les soldats tchadiens ne se seraient heurtés qu'à un combattant isolé. Le 13, deux Tchadiens blessés par balles sont évacués par un Puma.
Le 15, les GTIA 3 et 4 de l'armée française sortent de Tessalit tandis que les Tchadiens quittent la vallée d'Assamalmal, pour prendre position à l'est de la vallée de Terz. Le lendemain, les Français entrent dans la vallée. Les parachutistes ne rencontrent aucune résistance sur les hauteurs de Tahor, quelques pick-up vides sont bombardés par l'aviation et rapidement les soldats découvrent des dépôts d'armes et des vivres dans des positions de tirs. Les blindés du GTIA 4 sont d'abord précédés par des sapeurs, mais la colonne prend du retard et doit accélérer. Vers 16 heures, un char AMX-10 RC du 1er RIMa saute sur une mine, trois membres de l'équipage sont grièvement brûlés et le pilote est tué,,.
Le lendemain le GTIA 3 renonce à passer par l'entrée ouest, jugée trop étroite et trop risquée, il contourne par le nord pour emprunter le chemin pris par le GTIA 4, désormais sécurisé. Mais alors que les Français et les Tchadiens s'attendaient à trouver une forte résistance, il s'avère que Terz a été abandonnée depuis peu par les djihadistes. La vallée est fouillée, un pick-up contenant un stock important de munitions et d’obus est détruit par le génie. Une mitrailleuse de 14,5 mm, un canon anti-char SPG-9, des mortiers et un poste de tir missile 107 type 85 sont également trouvés dans une cache. Le 20 mars, les Français et les Tchadiens font leur jonction et l'opération Panthère VI s'achève le lendemain,,.

### Dernières opérations dans l'Adrar Tigharghar, du 21 au 31 mars
Le 21 mars, les Français et les Tchadiens se portent au sud de l'Adrar Tigharghar, vers la zone surnommée « Jason », où se trouvent une oasis appelée le « Jardin », des grottes et le cirque d'Assamalmal — ou de Tigharghar —, un cirque naturel de 15 kilomètres de diamètre au milieu duquel se trouve un désert minéral. Le 23 mars, des GCP sont déposés de nuit par hélicoptère près du Jardin, mais la zone s'avère être vide. Les Tchadiens abordent quant à eux le cirque mais ils ne découvrent aucun passage qui permettrait à des véhicules d'accéder à l'intérieur, l'état-major en déduit qu'aucun matériel n'a pu y être acheminé par les djihadistes. Il n'y a rien non plus du côté des dragons parachutistes qui fouillent l'Adrar Dourit du 23 au 30 mars. Le 23 mars, les Tchadiens peuvent regagner Aguel'hoc et le GTIA 4 fait de même à Tessalit, le GTIA 3 rentre à son tour le 25 mars,. Du 21 au 25 mars, des obus de 122 et de 120 mm, quatre caisses de fusées PG9, des mortiers de 60 mm et quelques mines ont été saisis.
Le 26, une compagnie du 2e REP et une autre du 1er RCP mène l'opération Tigre dans la ville de Tessalit afin de fouiller la ville et de s'assurer de l’absence de toute présence djihadiste. Il n'y a aucune arrestation, ni matériel saisi,.
Le 27, le GTIA 3 sort une nouvelle fois de Tessalit. Un de ses sous-groupements mène l'opération Panthère VIII, il part reconnaître la vallée d'Assamalmal au sud de l'Adrar Tigharghar, puis à nouveau le « Jardin ». Une imprimerie est découverte pendant les fouilles, ainsi que quelques stocks d'armes. L'autre sous-groupement, commandé par le colonel Gougeon, mène avec les Tchadiens l'opération Renard. Il gagne Boghassa, puis Abeïbara. Dans cette dernière ville, un djihadiste togolais est arrêté. Les généraux Barrera et Bikimo et le colonel Gougeon rencontrent ensuite les notables et des habitants indiquent l'emplacement de dépôts d'armes, de matériel médical et de munitions. Ces opérations se terminent le 31 mars,,.
L'Adrar Tigharghar est désormais considéré comme vide et les troupes françaises commencent à être désengagées. Le GTIA 3 regagne Kidal et le 2 avril il est à Gao,. Début avril le GTIA 4 peut quant à lui rapatrier deux de ses SGTIA sur Abidjan, ces derniers regagnent la France après une dizaine de jours dans la capitale ivoirienne. Le 5 avril, les forces tchadiennes rentrent à Kidal. Au 9 avril, la garnison française de Tessalit est passée en dix jours de 2 000 à 400 hommes. En mai, l'ensemble des GTIA engagés dans l'opération Serval sont relevés et regagnent la France après une escale à Paphos, sur l'île de Chypre afin de décompresser, sur la demande du général Barrera. Les Tchadiens restent en revanche déployés bien plus longtemps dans la région de Kidal ; en septembre 160 soldats de la garnison de Tessalit désertent le camp militaire d'Amachach après s'être plaints de ne pas avoir été relevés après neuf mois de mission dans le grand nord malien.

## Bilan et pertes
Pour les Français le bilan de la bataille est de 42 blessés pour le GTIA 3, et 78 blessés pour le GTIA 4 ou TAP. La majorité des blessures sont liées au terrain, principalement des entorses, une trentaine d'hommes ont dû être évacués pour déshydratation, d'autres ont été victimes de troubles d'ordre psychologique, et environ 20 ont été blessés au combat,. Les casques et les gilets pare-balles ont sauvé la vie de six hommes. Trois soldats sont morts pendant les opérations ; le sergent-chef Harold Vormezeele, du 2e REP, tué le 19 février dans la vallée de Tibeggatine, le caporal Cédric Charenton, du 1er RCP, tué le 2 mars dans la vallée de l'Ametettaï et le caporal Alexandre Van Dooren, du 1er RIMa, tué le 16 mars dans la vallée de Terz.
Le général Barrera avouera cependant qu'il redoutait des pertes plus importantes encore, jusqu'à plusieurs dizaines de tués. L'armée française s'est montrée prudente lors de l'offensive, le souvenir de l'embuscade d'Uzbin étant présent dans tous les esprits,. La défaite des djihadistes était inévitable au vu de la disproportion des forces mais des pertes françaises trop importantes auraient pu transformer la victoire militaire en défaite médiatique.
L'armée tchadienne déplore la mort de 30 soldats dans l'Adrar des Ifoghas selon le bilan officiel, dont 26 tués pour le seul combat du 22 février dans l'est de l'Ametettaï.
D'après le général Barrera et des officiers français, les pertes des djihadistes sont estimées entre 200 et 300 morts,,. Selon Jean-Christophe Notin, 130 cadavres ont été dénombrés de manière certaine, mais des dizaines de pertes supplémentaires ont été infligées. Les corps de certains djihadistes tués ont été emportés et enterrés par leurs compagnons, d'autres ont disparu dans les bombardements et les tirs des hélicoptères, de l'artillerie et de l'aviation. En comptant les blessés et les déserteurs, il estime que « au total, probablement la moitié des occupants du Tigharghar ont donc été atteints par Panthère III ».
Pendant la bataille, les Français ont tiré 800 obus, 40 000 balles, plusieurs dizaines de missiles anti-chars et de bombes avion. Les forces aériennes affichent de leur côté un taux de réussite de 85 à 90 % pour leurs frappes, les Mirage 2000D ont largué 47 bombes dans l'Adrar et les Rafale 127 rien que pour le mois de février. 80 tonnes de matériel militaire ont été découverts par les Français, une partie est restituée à l'armée malienne, l'autre est détruite sur place. 158 caches d'armes et des dizaines d'ateliers de fabrication de bombes artisanales et de ceintures d'explosifs ont également été saisis par les forces franco-tchadiennes. La majorité des armes récupérées avaient été prises sur l'armée malienne lors des combats de 2012, environ 30 % venaient de Libye et plus précisément de Tripoli et Benghazi selon les numéros de série.
Les Signataires par le sang sont le seul groupe djihadiste à communiquer un bilan de leurs pertes sur la bataille. Le 1er avril Moghrane, porte-parole de la katiba « Al-Mouthalimin » (les enturbannés) déclare que le groupe a « déploré 15 à 20 combattants au cours des offensives de la chaîne de montagnes de Tigharghart et qu'ils ont tué un certain nombre de soldats français, dont un officier des transmissions. » Ansar Dine publie un communiqué le 26 mars, dans lequel il déclare que « les chiffres imaginaires avancés par les Français comme bilan des morts » parmi ses combattants « sont totalement faux », mais sans plus de précision.
Les djihadistes laissent également une cinquantaine de prisonniers au moins, dont une vingtaine pris par les Tchadiens lors du combat du 22 février, une dizaine capturés par les Français pendant l'opération Panthère III et une vingtaine ramassés par le MNLA au cours de ses patrouilles autour de l'Adrar Tigharghar. Ces derniers sont ensuite remis aux Français qui eux-mêmes les remettent aux Maliens. Considérés comme des terroristes, ils ne bénéficient pas du statut de prisonnier de guerre régit par les Conventions de Genève. Les Français et les Tchadiens n'ont aussi légalement pas le droit de garder des prisonniers sur une terre étrangère, et ces derniers doivent être remis aux autorités maliennes. Un d'entre eux, de nationalité française, est cependant extradé vers la France début mars. La peine de mort est encore en vigueur au Mali, bien qu'elle n'ait plus été appliquée depuis 1984, mais au cours des discussions pour la mise en place du « Status of Forces Agreement » (SOFA) — l'accord qui donne un cadre légal à la présence des forces étrangères — les Maliens s'engagent à la demande de la France à ne pas condamner à mort les prisonniers djihadistes.

## Suites et conséquences

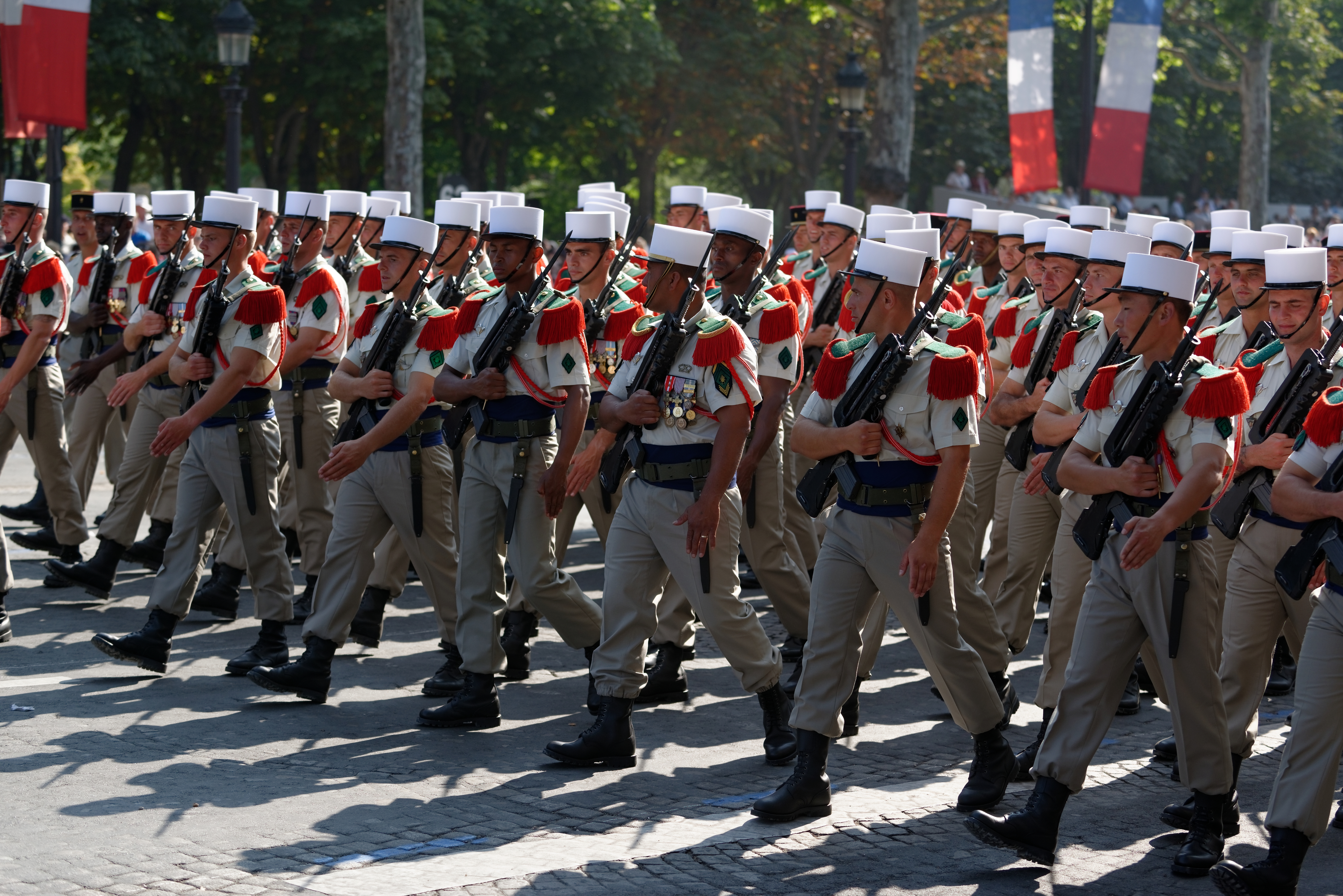
Légionnaires du 2e régiment étranger de parachutistes (2e REP) de la brigade Serval lors du défilé militaire du 14 juillet 2013 à Paris.

La bataille du Tigharghâr achève la phase de reconquête du nord du Mali. Après cette défaite, les djihadistes cherchent à se fondre dans la population et à éviter les affrontements,. Dans la vallée de Terz, les Français découvrent même les barbes coupées de rebelles salafistes désormais entrés dans la clandestinité,. Les djihadistes ont laissé des centaines de morts dans les premiers mois de l'opération Serval, et selon le général Barrera, après leur défaite dans le Tigharghâr ; « ils ne sont plus capables d’occuper le terrain, ni assez nombreux pour livrer un combat classique. Il reste seulement des petits groupes terroristes qui mènent une guerre asymétrique et évitent le contact ». Les djihadistes changent alors de tactique et passent à la guérilla ; ils mènent des attentats kamikazes, tendent des embuscades, effectuent des tirs de roquettes sur les casernes militaires, posent des mines et des IED sur les routes et assassinent les partisans du gouvernement malien ou de la rébellion touarègue,. Le 25 avril, AQMI appelle au djihad contre la France dans un discours prononcé par Abou Obeida Youssef al-Annabi,. Iyad Ag Ghali réapparaît à son tour le 29 juillet 2014 dans une vidéo et affirme sa volonté de continuer à combattre les « croisés, la France en tête »,.
Après les combats, les Français et les Tchadiens ne sont pas en mesure de se maintenir dans le Tigharghâr, cependant la montagne continue d'être régulièrement visitée. Le 9 avril 2013, un drone Predator américain s'y écrase et les 25 hommes du détachement d'intervention aéromobile (DAM) et leurs quatre hélicoptères doivent être envoyés sur place pour récupérer certaines pièces et détruire le reste.
Le 16 avril, un groupe de pick-up repéré au nord-ouest de Tessalit est détruit par l'aviation française. Plusieurs djihadistes sont tués mais Senda Ould Boumama, porte-parole d'Ansar Dine, échappe aux frappes alors qu'il était directement visé. Traumatisé par le bombardement, il parcourt plusieurs dizaines de kilomètres à pied dans le désert pour aller se rendre aux Algériens à Bordj Badji Mokhtar,
Le 26, les Français effectuent une nouvelle patrouille dans l'Ametettaï, baptisée Panthère X. Aucune opposition n'est rencontrée, les soldats ne croisent que quelques nomades et ne découvrent que quelques roquettes de RPG-7. Une autre mission de fouilles, l'opération Sirius, est menée du 13 au 18 juin dans la vallée d'Assamalmal par 150 hommes du 1er REC et du 2e REI, cette fois-ci les soldats découvrent trois tonnes de munitions et 15 tonnes de nitrate de potassium, utilisé pour confectionner des explosifs,.
Néanmoins, les djihadistes commencent à réinvestir les lieux les mois suivants. Ainsi le 4 mars 2014, des drones MQ-9 Reaper achetés récemment aux Américains repèrent un attroupement de rebelles islamistes dans la vallée de l'Ametettaï. Des Mirages 2000D et des hélicoptères Tigre bombardent alors le groupe, faisant 11 morts,, dont peut-être Omar Ould Hamaha, un chef d'Al-Mourabitoune. Cela ne suffit cependant pas à dissuader le reste des djihadistes de quitter l'Adrar, vers fin 2014 environ 200 insurgés ont réinvesti la vallée et le 7 mai, un pick-up P4 saute sur un engin explosif improvisé dans le Tigharghâr, tuant un légionnaire du 2e REP et blessant deux autres,,,. Les Français mènent alors l'opération Tudelle du 28 octobre au 5 novembre 2014 et envoient 400 hommes attaquer les djihadistes dans l'Ametettaï. Les affrontements y font un mort et deux blessés chez les Français et 24 tués et 2 prisonniers du côté des islamistes. L'armée française reprend provisoirement le contrôle de la zone et saisit à nouveau une grande quantité d'armement, ainsi que du matériel pour fabriquer des bombes ou des ceintures d'explosifs pour les kamikazes,.
Début 2015 cependant, l'armée française estime que 100 à 200 djihadistes sont toujours présents dans l'Adrar des Ifoghas et plus particulièrement dans l'Adrar Tigharghâr. Du 26 février au 26 mars, une nouvelle opération est menée par 770 hommes soutenus par une quinzaine d'hélicoptères. Quatre djihadistes sont tués dans un accrochage le 2 mars, 4 000 munitions et 1 000 obus sont découverts puis détruits à l'explosif,,.

## Les otages d'AQMI pendant la bataille
Lorsque l'intervention militaire au Mali débute en janvier 2013, neuf otages occidentaux sont aux mains d'Al-Qaïda au Maghreb islamique. Parmi eux figurent les quatre otages d'Arlit ; les Français Pierre Legrand, Daniel Larribe, Thierry Dol et Marc Féret, employés d'un site d'extraction d'uranium d'Areva à Arlit au Niger, enlevés le 16 septembre 2010 par la katiba d'Abou Zeïd. Deux autres Français, Serge Lazarevic et Philippe Verdon, sont enlevés la nuit du 23 au 24 novembre 2011 à Hombori par les hommes d'Abdelkrim al-Targui,,. Trois autres otages sont capturés le 25 novembre 2011 à Tombouctou ; le Suédois Johan Gustafsson, le Néerlandais Sjaak Rijke, et Stephen Malcolm McGown de nationalité britannique et sud-africaine,.
Après leur capture, les otages sont aussitôt conduits par les djihadistes dans l'Adrar Tigharghar et maintenus captifs dans ces montagnes qu'ils n'ont jamais quitté jusqu'à l'offensive franco-tchadienne de février 2013. Entre le 13 et le 22, les forces spéciales françaises fouillent en vain le « camp des rochers » et le « camp de sables », cependant les otages ne sont pas loin. Le 22 février, les quatre Français d'Arlit, séparés en deux groupes, ne sont qu'à un kilomètre des lieux de l'affrontement qui oppose les djihadistes aux Tchadiens à l'entrée est de la vallée de l'Ametettaï. Les chefs de la katiba « Tarik Ibn Ziyad » d'AQMI décident alors d'exfiltrer les otages hors de la vallée. Dans la soirée, ces derniers sont chargés dans des véhicules qui prennent la fuite vers le sud. Au loin, les prisonniers parviennent à voir les feux des véhicules de l'armée tchadienne qu'ils prennent à tort pour ceux des Français. Le lendemain, les quatre otages d'Arlit sont réunis et les djihadistes filent dans la vallée d'Integant. Très prudents, ces derniers mettent trois ou quatre jours à parcourir 15 kilomètres puis à quitter Integant par son entrée est. Vers les 25 et 26 février, alors que le petit convoi est à l'arrêt, deux pick-up inoccupés sont détruits par des hélicoptères français. La nuit du 1er au 2 mars, les deux derniers véhicules quittent l'Adrar Tigharghar et filent à toute vitesse vers Boghassa. Mais pour une raison inconnue, ils font subitement demi-tour pour regagner l'entrée de la vallée d'Integant. La nuit du 2 au 3 mars, le petit convoi reprend la route, cette fois-ci en direction du sud. Il contourne l'Adrar Tigharghar et passe probablement par la vallée d'Assamalmal, puis file vers l'ouest. Les djihadistes prennent alors le risque de franchir la route reliant Gao à Tessalit, par où passe le ravitaillement de l'armée française, puis ils gagnent le Timetrine et de là s'évanouissent avec les otages pendant six mois dans le désert.
Serge Lazarevic et Philippe Verdon sont quant à eux aux mains de la katiba « Al-Ansar ». Très rapidement après leur enlèvements, les deux hommes font l'objet de toutes sortes de rumeurs rapportées par une partie de la presse française, Lazarevic est notamment un temps confondu avec un mercenaire serbe homonyme. Des journaux évoquent la possibilité qu'il puisse s'agir d'agents du gouvernement français, de « barbouzes » ou de « mercenaires ». Les ravisseurs, qui surveillent les commentaires de la presse internationale, sont alors persuadés de détenir des espions et les deux hommes sont torturés à plusieurs reprises,,,. Le 20 mars, AQMI déclare dans un communiqué adressé à l'Agence Nouakchott d'information, que l'otage Philippe Verdon, qualifié d'« espion », a été décapité le 10 mars « en réponse à l'intervention de la France dans le nord du Mali »,. Son corps est retrouvé le 7 juillet,. Le lieu de sa découverte n'est cependant pas indiqué. Bientôt, un sous-officier du MNLA affirme que c'est lui qui a retrouvé la dépouille de l'otage français dans la vallée de Tahort, près de l'Adrar de Tigharghâr, lors d'une patrouille effectuée avec 14 de ses hommes et deux pick-up à la demande des forces spéciales françaises. Le corps est rapatrié à Paris le 17 juillet. Le lendemain après autopsie, le parquet de Paris affirme que l'otage français a été assassiné d'une balle dans la tête. Philippe Verdon était malade, il souffrait d'un ulcère et de tachycardie et il est probable qu'AQMI ait décidé de le sacrifier en raison de ses problèmes de santé,. En août 2013, le journaliste Serge Daniel rencontre dans la région de Gao les chefs djihadistes Abdel Hakim et Alioune Touré qui lui confirment que les problèmes de santé de Philippe Verdon s'étaient aggravés et qu'il a été exécuté par balles sur l'ordre d'un émir.
Le 3 mars 2013, l'armée tchadienne annonce que le passeport de Michel Germaneau a été trouvé après les combats dans la vallée de l'Ametettaï. Ce dernier, un humanitaire et ancien ingénieur français, avait été enlevé par la katiba d'Abou Zeïd le 19 avril 2010 à In Abangharet dans le nord du Niger,. Le 25 juillet 2010, AQMI avait annoncé avoir exécuté l'otage français en représailles au raid de l'Akla mené par l'armée mauritanienne et l'armée française. Âgé, malade et privé de traitement médical, Michel Germaneau pourrait en réalité avoir succombé à une insuffisance cardiaque,. Cependant, selon Béchir Bessnoun, un combattant tunisien d'AQMI arrêté au Mali en 2011 lors d'une tentative d'attentat contre l'ambassade de France à Bamako, Michel Germaneau a été exécuté dans l'Adrar Tigharghar. Il aurait été tué de la main d'Abdelkrim al-Targui, d'une balle à la tête, sur un ordre donné par Abou Zeïd et Djamel Okacha. Bessnoun ajoute que la vidéo de son exécution était montrée aux nouvelles recrues d'AQMI mais qu'elle n'a jamais été diffusée sur internet,,. Le corps de Michel Germaneau n'a pas été retrouvé.
Les quatre otages d'Arlit sont libérés le 29 octobre 2013. Serge Lazarevic l'est à son tour le 9 décembre 2014. Sjaak Rijke est délivré par les forces spéciales françaises le 6 avril 2015, au cours d'une opération près de Tessalit, dans l'Adrar des Ifoghas,. Johan Gustafsson est libéré le 26 juin 2017, suivi par Stephen McGown le 29 juillet 2017.

### Documentaires
- [vidéo]  [vidéo] « Serval, quand l'armée filme sa guerre », Martin Blanchard et Jean-Christophe Notin, ECPAD et Kuiv productions Diffusé dans le magazine Envoyé spécial, le 17 octobre 2013.
- [vidéo]  [vidéo] « Serval, une brigade au combat », 2015, ministère de la Défense

### Reportages vidéos
- [vidéo] Mathieu Mabin, Reportage exclusif : au cœur du sanctuaire djihadiste des Ifoghas, France 24, 7 mars 2013.
- [vidéo] Mathieu Mabin, Reporters - EXCLUSIF : Mali, sous le feu des djihadistes, France 24, 27 mars 2013.
- [vidéo] Ariane Nicolas, Mali. Comment les Français combattent dans l'Adrar des Ifoghas, Francetv info, 4 mars 2013.

### Reportages radiophoniques
- Guillaume Thibault, « Mali : Massif du Tigharghar, au cœur du fief d’AQMI », sur rfi.fr, 5 avril 2013.
- Étienne Monin, « Les derniers jours de la guerre dans l'Adrar au Mali », sur France Info, 25 mars 2013.

### Reportages photographiques
- Kenzo Tribouillard, « Dans le four des Ifoghas, la traque d’un ennemi invisible », sur AFP, Making-of / les coulisses de l'info, 20 mars 2013.